# ایوا اورکینی
ایوا اورکینی (مجاری: Éva Örkényi؛ زادهٔ ۲۷ اوت ۱۹۳۲) بازیگر سینما و تئاتر اهل مجارستان است. وی بین سال‌های ۱۹۳۸ تا ۲۰۰۲ میلادی فعالیت می‌کرد.
از فیلم‌ها یا مجموعه‌های تلویزیونی که وی در آن‌ها نقش داشته‌است، می‌توان به همسایه‌ها اشاره نمود.